# 奇普羅夫齊
43°23′N 22°53′E / 43.383°N 22.883°E

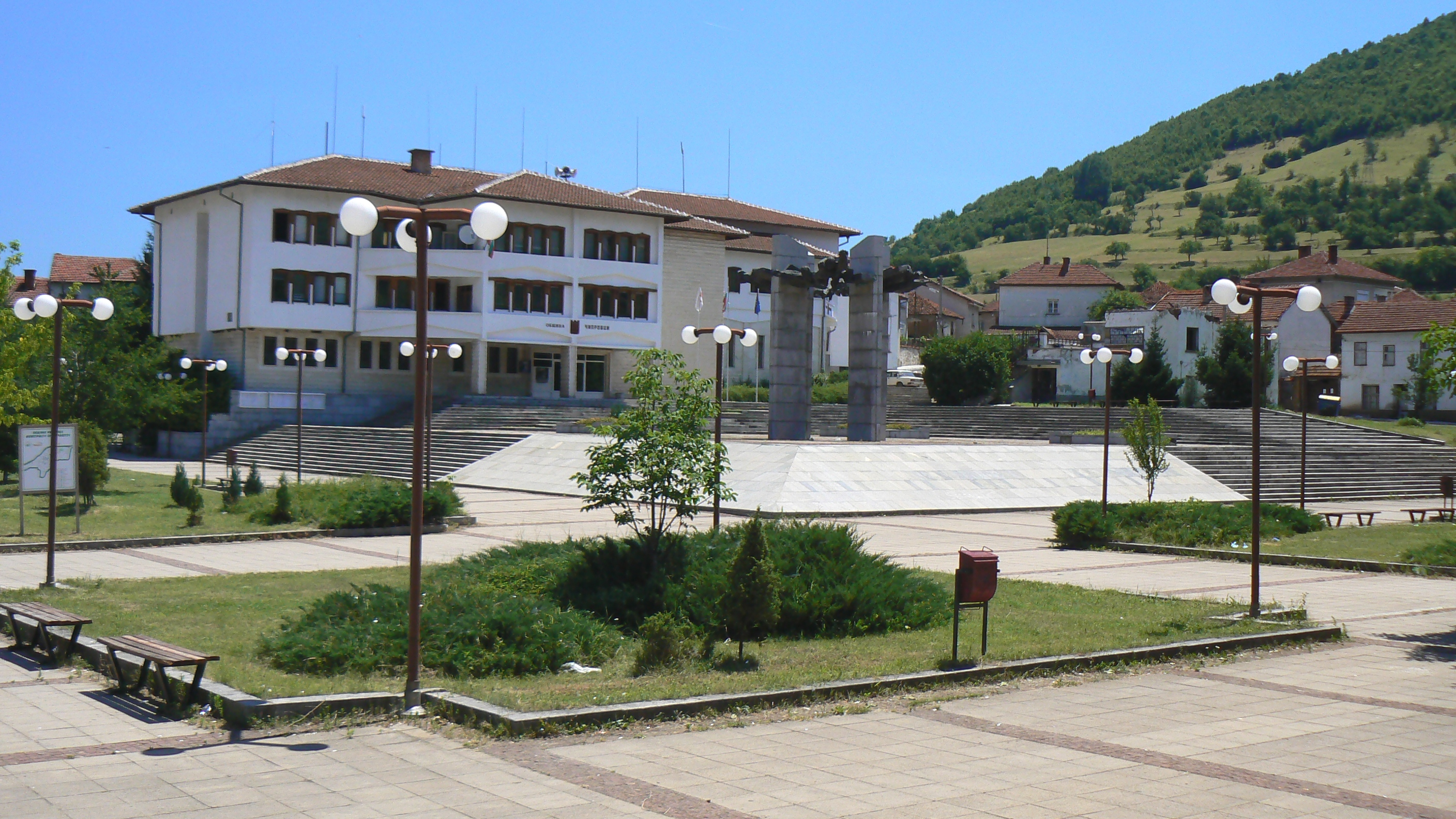

奇普羅夫齊是保加利亞的城鎮，位於該國西北部，距離首府蒙塔納35公里，由蒙塔納州負責管轄，面積65.47平方公里，海拔高度478米，2010年人口2,026，居民主要信奉東正教。

## 外部連結
- http://www.chiprovtsi.bg/（页面存档备份，存于） Official site of Chiprovtsi Municipality （保加利亚文） （英文）
- Official website of Chiprovtsi municipality （保加利亚文） （英文）
- 维基导游上有關Chiprovtsi的旅行指南 （英文）
- Nikola Gruev's photo gallery of Chiprovtsi（页面存档备份，存于） （英文）
- Adventures in Chiprovtsi（页面存档备份，存于）, an article by Expat in Bulgaria （英文）
- The Torlaks（页面存档备份，存于）, guesthouse, pub (mehana) and carpet producer in Chiprovtsi （保加利亚文） （英文）